# Antunes da Silva
 (décembre 2016).
Si vous disposez d'ouvrages ou d'articles de référence ou si vous connaissez des sites web de qualité traitant du thème abordé ici, merci de compléter l'article en donnant les références utiles à sa vérifiabilité et en les liant à la section « Notes et références ».
Antunes da Silva (Évora, 31 juillet 1921 - Évora, 21 décembre 1997) est un écrivain portugais considéré comme l'un des principaux représentants du néoréalisme portugais.
Il a consacré une partie importante de son œuvre à l'Alentejo dont il était originaire et à la lutte des ouvriers agricoles pour une réforme agraire de cette région du sud du Portugal.
Il a consacré à ce thème ses principaux romans comme Gaimirra, Suao, Alentejo è Sangue et Terras Velhas Semeadas de Novo.
Détenu à plusieurs reprises pour son opposition au régime salazariste, Antunes da Silva a été candidat sur les listes de l'opposition lors des élections législatives portugaises de 1969.
Il a également publié de nombreux articles dans plusieurs revues et journaux portugais.